# Convallaria
Convallaria là một chi thực vật trong họ Asparagaceae. Loài điển hình của chi này là linh lan.
Trước đây, chi này được xem là chi đơn loài với 1 loài duy nhất Convallaria majalis. Tuy nhiên sau này, các nhà nghiên cứu đã tách ra thêm 2 loài nữa thuộc chi này là Convallaria keiskei và Convallaria montana.

## Hình ảnh

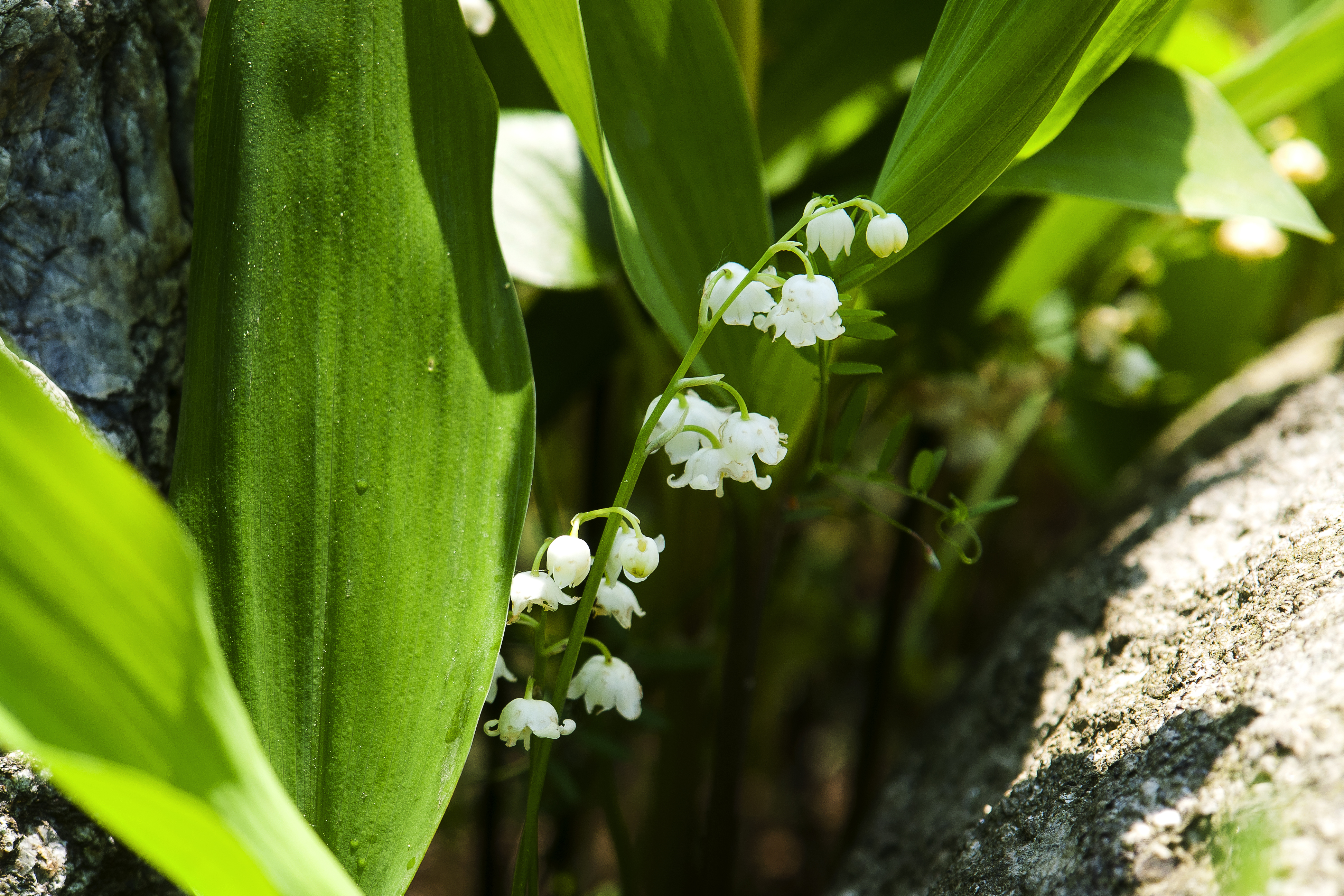
Convallaria keiskei